# A Big Hunk o' Love/My Wish Came True
A Big Hunk o' Love/My Wish Came True è un singolo discografico pubblicato da Elvis Presley nel 1959

## Tracce
1. A Big Hunk o' Love – 2:12 (Aaron Schroeder e Sidney Wyche)
2. My Wish Came True – 2:32 (Ivory Joe Hunter)